# Thrasher Magazine
Thrasher Magazine är en amerikansk tidning om skateboardåkning. Det första numret kom ut 1981 och leddes länge av chefredaktören Jake Phelps som gick bort i mars 2019. Tidningen innehåller bland annat intervjuer med skateboard-åkare och olika artiklar om skateboardrelaterade ämnen. Thrasher Magazine har de senaste tre åren anordnat en skateboard-tävling som kallas King of the road. 